# Carlos Obregón Santacilia
Carlos Obregón Santacilia (Ciudad de México, 5 de noviembre de 1896-Ciudad de México, 24 de septiembre de 1961) fue un arquitecto mexicano. Es considerado como uno de los pioneros de la arquitectura moderna en México.

## Antecedentes
Carlo Obregón ingresa a la Escuela Nacional de Bellas Artes en 1916, a la edad de veinte años, con un pequeño grupo de alumnos procedentes de la Escuela Nacional Preparatoria, quienes habían sido testigos de la Guerra de Revolución en México. El 31 de mayo de 1924 presenta su examen profesional con el trabajo “Centro Educativo”, obteniendo mención honorífica.
Aún siendo estudiante ganó el concurso, junto con Carlos Tarditi, para el diseño y construcción del Pabellón de México en la exposición en Río de Janeiro, convocado por la Secretaría de Industria y Comercio, por lo que el gobierno mexicano lo envía a esta ciudad brasileña donde permanece todo un año.
A su regreso comienza el proyecto y construcción del Centro Educativo Benito Juárez en la colonia Roma, el cual había sido presentado como tesis para obtener su título de Arquitecto.  Este proyecto sigue las ideas nacionalistas de la época, promovidas por José Vasconcelos, por lo que Obregón Santacilia decide utilizar para su diseño un estilo Neocolonial, aunque utilizando para su construcción los nuevos materiales de la época como el concreto reforzado, por lo que esta obra es utilizada como promoción del nuevo material por la cementera Tolteca.
En este conjunto escolar los muros de la biblioteca están adornados con murales realizados por Roberto Montenegro, mediante los cuales se buscaba acercar la cultura a todos los pobladores del país.
Además de proyectista, realizó actividades gremiales diversas, ejemplo de ello fue la representación de los arquitectos mexicanos en diversos Congresos Panamericanos de Arquitectura o convertirse en el presidente de la Sociedad de Arquitectos Mexicanos por los periodos que abarcan de 1943-1945 y 1945-1947.

## Actividad profesional
La obra de Carlos Obregón fue vasta, construyendo aproximadamente ciento cincuenta obras a lo largo de su carrera y proyectando un tanto similar mismas que no fueron construidas.  Su carrera profesional abarcó 38 años, lo que permitió al arquitecto ir refinando su pensamiento y evolucionando sus diseños de acuerdo a las ideas artísticas predominantes en la época, por lo que su arquitectura inicia en un estilo neo-colonial y finalizando en la utilización de la estética del movimiento moderno en sus obras, ya que el arquitecto Obregón buscaba con su obra “hacer arquitectura, buena arquitectura de nuestro tiempo”.
Esta producción arquitectónica abarco muy diversos géneros arquitectónicos: escolar, servicios, gubernamental, conmemorativos y habitacionales.
Algunas de las obras más importantes de Carlos Obregón Santacilia fueron:

### Casa Habitación
1925     Casa Número 81, calle San Miguel, Ciudad de México.
1925     Casa Número 83, calle San Miguel, Ciudad de México
1927-28  Casa Gastelum, calle Tehuantepec, Ciudad de México.
1930     Casa Lachica, San Ángel, Ciudad de México
1930     Casa Esquivel, col. Del Valle, Ciudad de México
1930-31  Casa Obregón Santacilia, San Ángel, Ciudad de México.
1931     Casa Robles, Lomas de Chapultepec, Ciudad de México
1931     Casa González del Prado, San Ángel, Ciudad de México
1931     Casa de los amigos del Teatro Mexicano, col. Centro, Ciudad de México
1931     Casa Gómez Morín, Av. Nuevo León, Ciudad de México
1932     Casa Garza Ríos, calle General Prim, Ciudad de México
1932     Casa del Conde, col. Cuauhtémoc, Ciudad de México
1932     Casa Lachica, Cuernavaca, Morelos
1932     Casa Novoa, col. Hipódromo, Ciudad de México.
1932     Casa Reyna, Lomas de Chapultepec, Ciudad de México.
1933     Casa Pani, Cuernavaca, Morelos.
1934     Casa Pani, Paseo de la Refroma, Ciudad de México
1934     Casa Pani-Covarrubias, Paseo de la Reforma, Ciudad de México
1937     Casa Obregón, Acapulco, Guerrero
1951     Búngalos, Acapulco Guerrero
1954     Casa Arcady Boytler, Acapulco Guerrero

### Edificios de Servicios
1922-25  Escuela Benito Juárez, col. Roma, Ciudad de México 
1926-28  Edificio del Banco de México, Ciudad de México
1930     Banco de Montreal, Ciudad de México
1932     Edificio Reyes, Monterrey, Nuevo León.
1933     Edificio Toledo, col. Cuauhtémoc, Ciudad de México
1933     Hotel Reforma, Paseo de la Reforma, Ciudad de México
1933-46   Hotel del Prado, ave. Juárez, Ciudad de México
1938-41   Edificio Guardiola, col. Centro, Ciudad de México
1943      Laboratorios Squibb and Sons, San Ángel, Ciudad de México
1946      Edificio de oficinas, calle Venustiano Carranza, Ciudad de México
1947-49   Edificio de oficinas, calle Balderas, Ciudad de México

### Edificios Gubernamentales
1926-29   Secretaría de Salubridad y Asistencia, Ciudad de México
1938      Monumento a la Revolución, Ciudad de México
1946-50   Instituto Mexicano del Seguro Social, Ciudad de México

### Edificios religiosos
1930      Capilla votiva en el Cerro Colorado, Guanajuato.
1930      Cripta en el Panteón Francés, Ciudad de México
1931      Capilla Votiva, Paseo de la Reforma, Ciudad de México
1943      Capilla Garza Ríos Corcuera, Ciudad de México
1943-46   Capilla Iturriaga, Ciudad de México
1953      Capilla familia Sáenz, Ciudad de México
Desde el punto de vista urbano, realizó planteamientos interesantes como la propuesta en la Ciudad de México para prolongar la avenida Chapultepec hasta el Zócalo considerando en la misma estacionamientos subterráneos.  Asimismo, planteo el diseño del fraccionamiento Rincón en Tlacopac, San Ángel también en la Ciudad de México.

## Publicaciones
Sus publicaciones principales son:
1939   El maquinismo, la vida y la arquitectura.
1947   México como eje de la antigua arquitectura de América
1948   Itinerario:  impresiones por correo aéreo de un viaje por Centro y Sudamérica
1951   Historia folletinesca del Hotel del Prado
1952   Cincuenta años de Arquitectura Mexicana (1900-1950)
1960   El Monumento a la Revolución simbolismo e historia.

## Reconocimientos
El Arquitecto Obregón Santacilia fue condecorado por los gobiernos de Brasil, Chile y Cuba, asimismo fue reconocido con el Premio Nacional de Arquitectura en 1946.  Fue premiado en la exposición de arquitectura de Estocolmo en 1946 por la obra del hotel del Prado y recibió el premio a la mejor Casa Habitación en el Congreso Panamericano de Arquitectos en 1947 (Lima, Perú).  Fue miembro honorario de la AIA.

## Galería

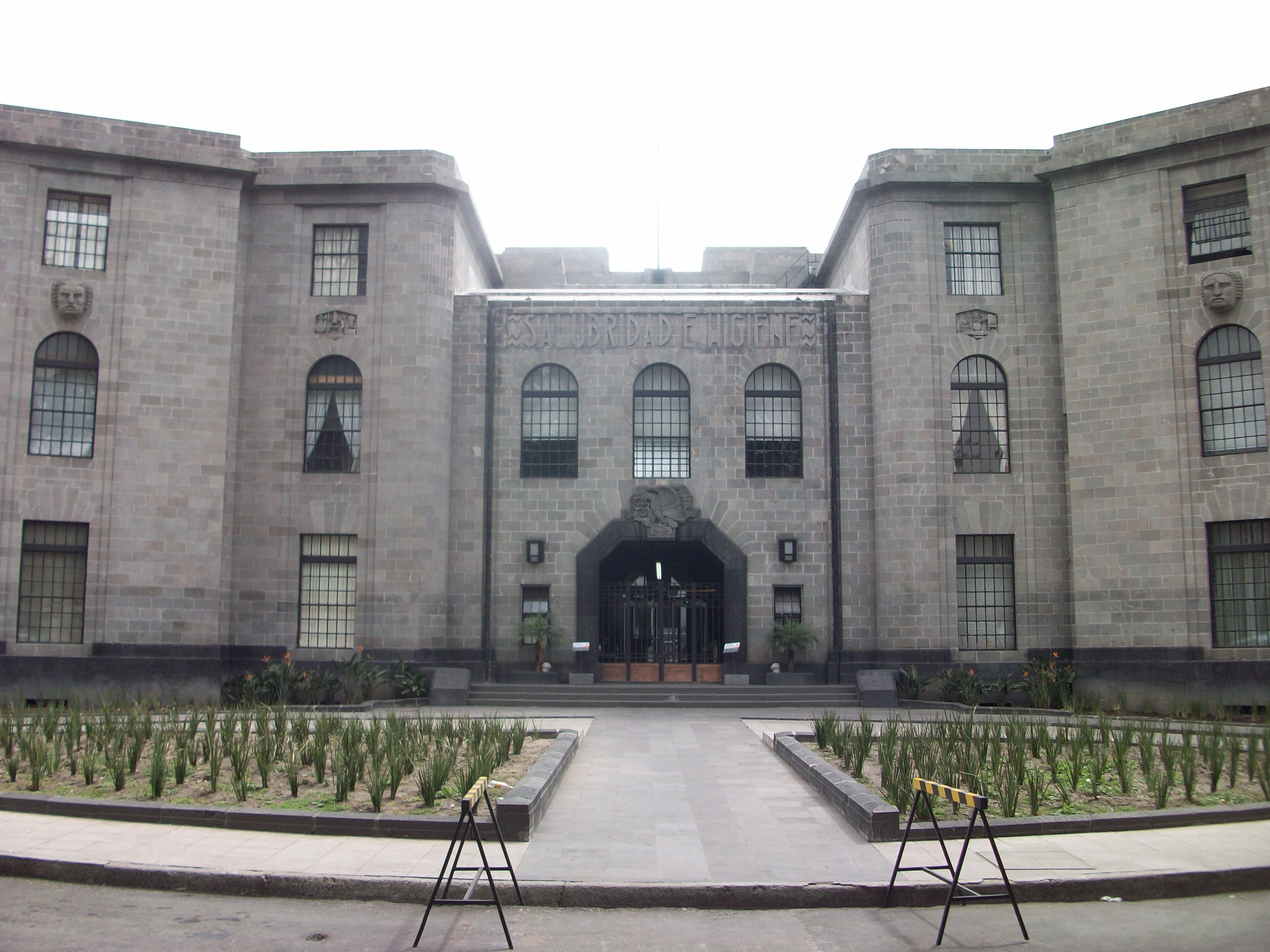
Secretaría de Salud.
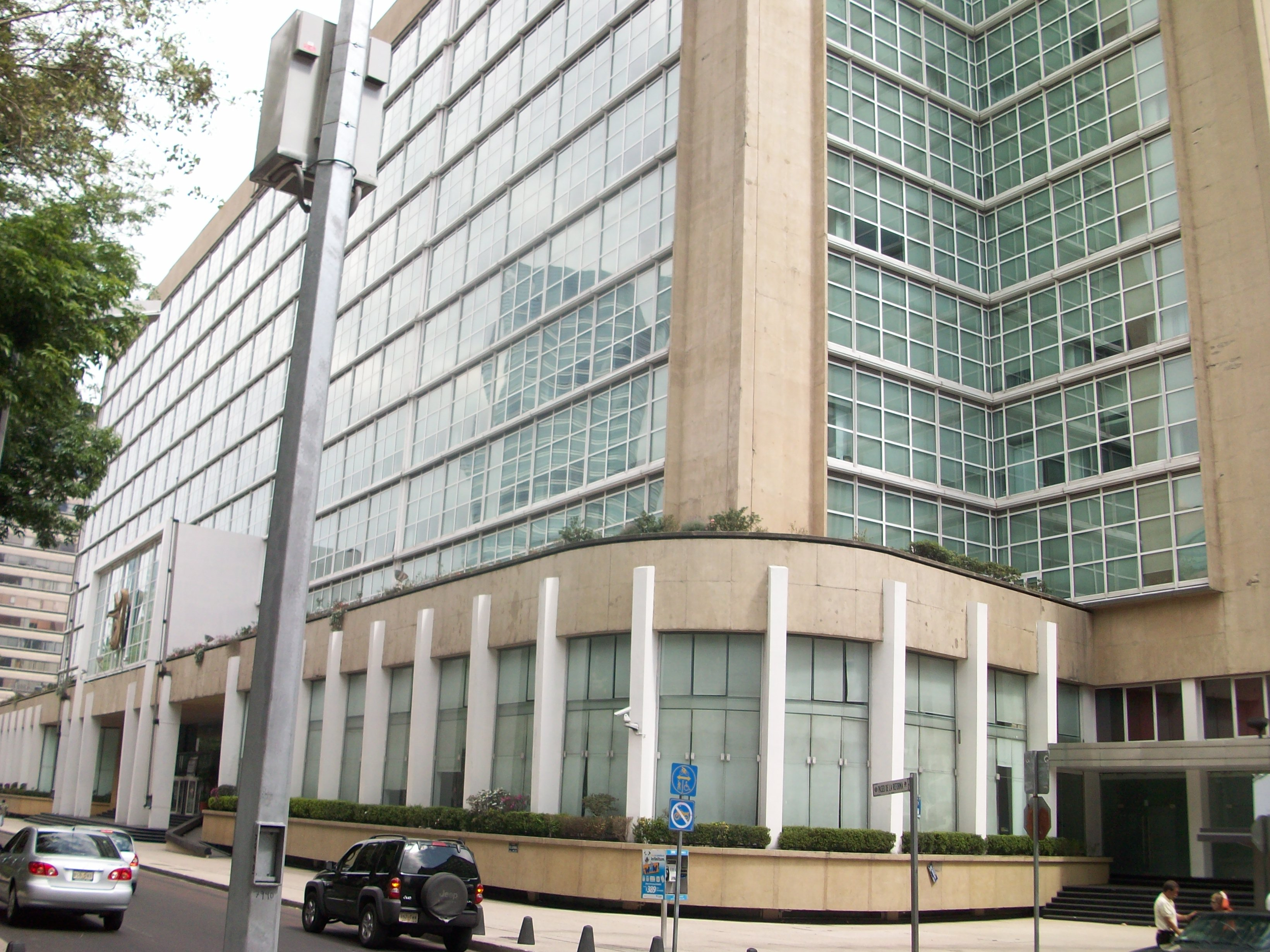
Instituto Mexicano del Seguro Social.
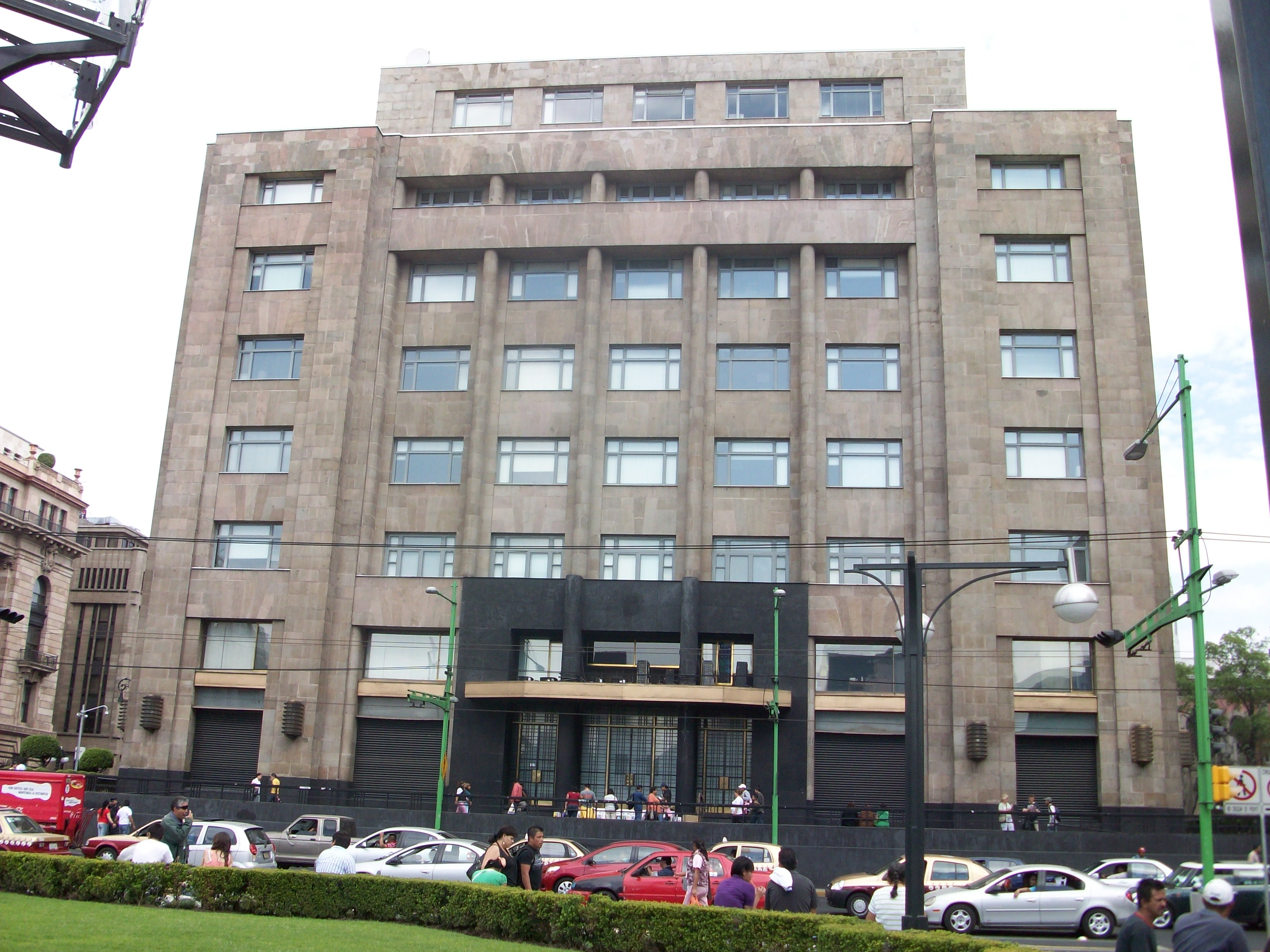
Edificio Guardiola.
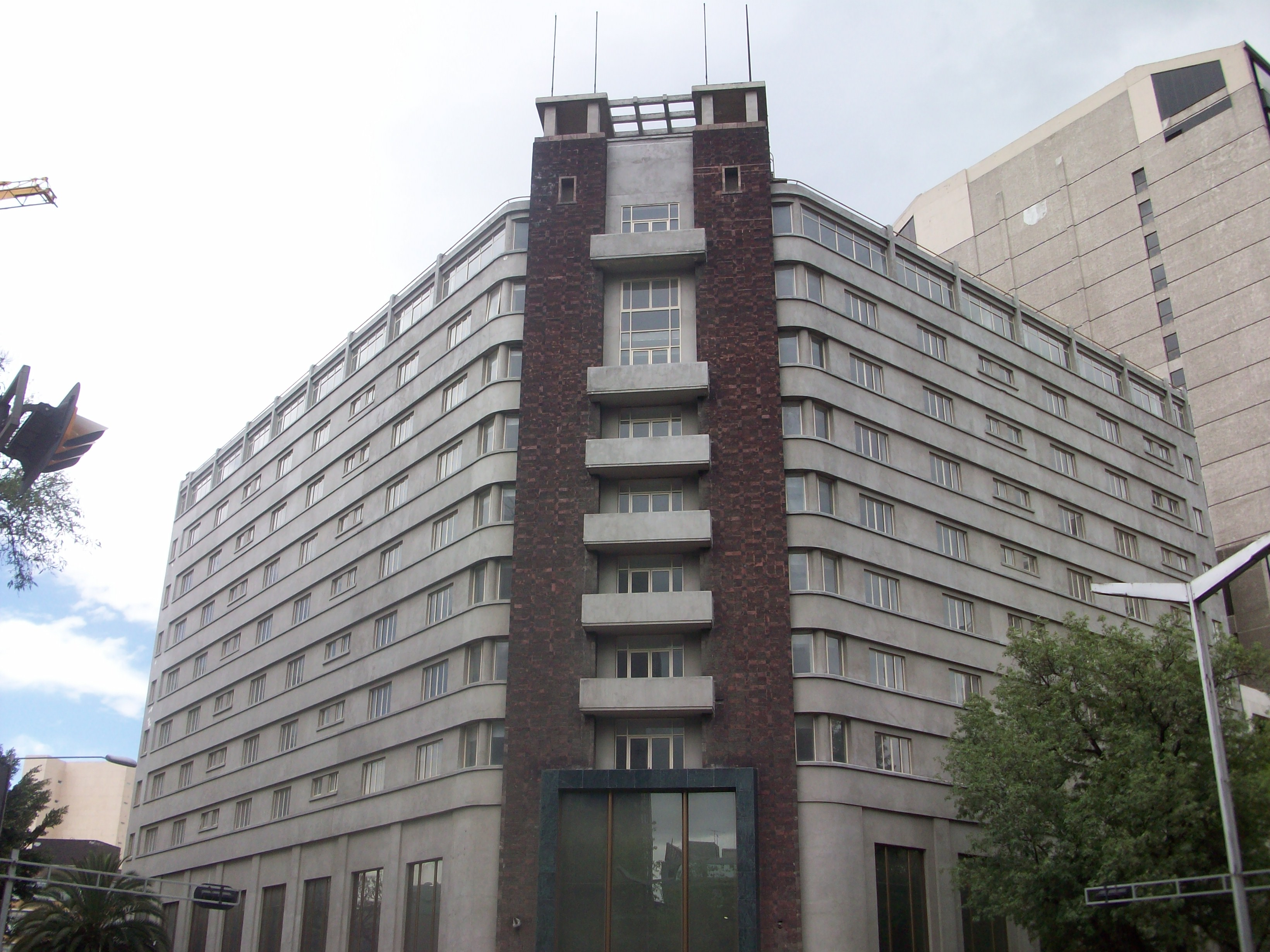
Hotel Reforma.
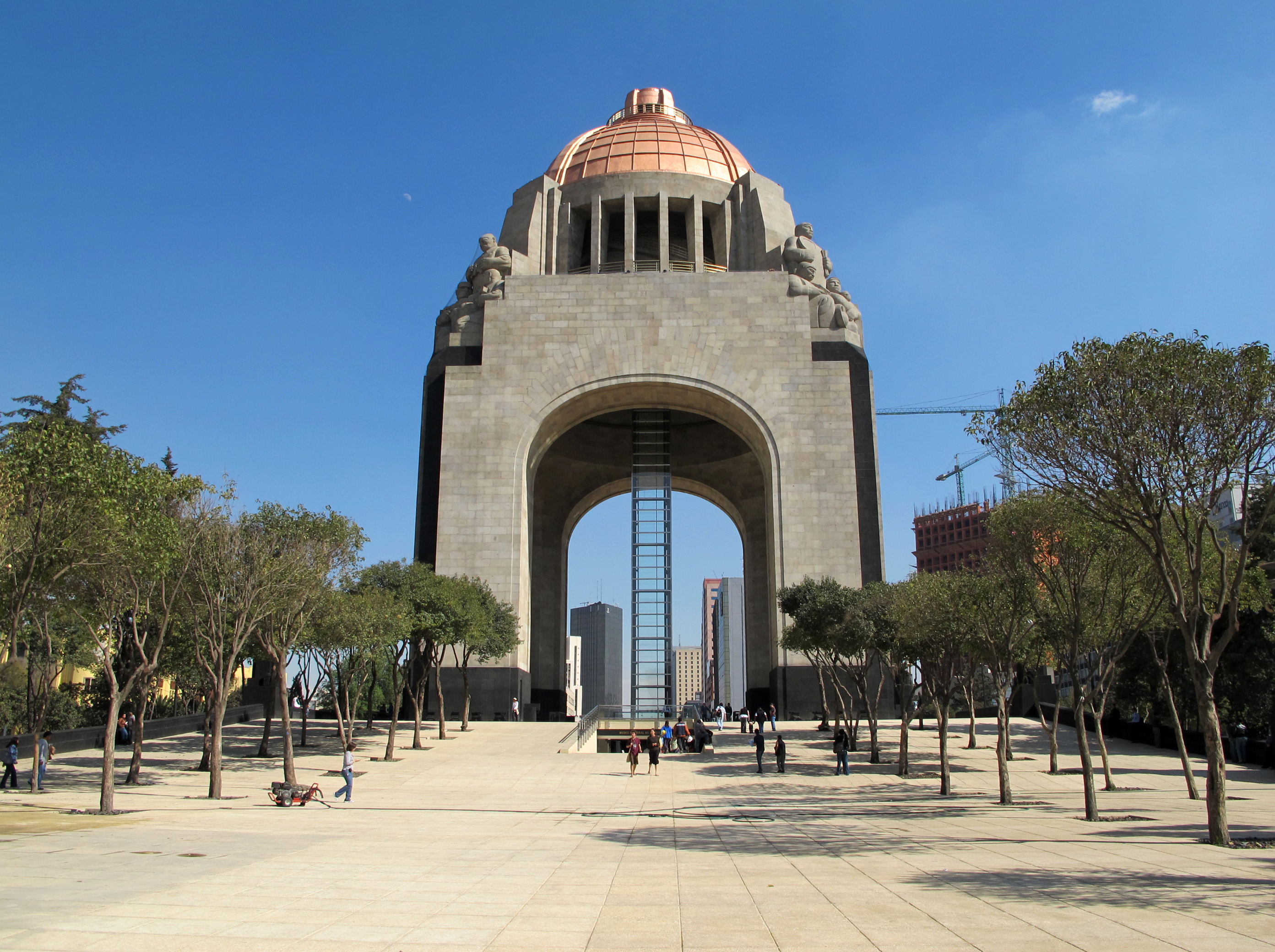
Monumento a la Revolución